# Jože Kolarič
Jože Kolarič, slovenski kemik, * 3. januar 1916, Sobetinci, † 1. julij 1995, Maribor.

## Življenjepis
Kolarič je bil  med drugo svetovno vojnoje bil sprva zaprt, nato pa borec 14. divizije. Po vojni je 1949 diplomiral na beograjski tehniški fakulteti in 1973 v Zagrebu doktoriral. 
Leta 1949 se je zaposlil v tovarni Jugovinil v Splitu. Od leta 1950 do 1953 je v Beogradu vodil kemijski laboratorij v zvezni upravi za napredek proizvodnje, od 1953 do 1959 je bil raziskovalec v mariborskem Tekstilnem inštitutu, od 1959 do 1962 profesor in direktor mariborske Visoke tehniške šole, od 1962 do upokojitve leta 1980 pa direktor Tekstilnega inštituta v Mariboru.

## Delo
Kolaričevo stokovno-raziskovalno delo je zajemalo zlasti plemenitenje tekstilnih vlaken in pralno obstojnost oplemenitenih bombažnih izdelkov ter vklučevanje sodobnih tehničnih naprav v tekstilno industrijo. Izdelal je mnogo ekspertiz za kemijske laboratorije in investicijskih elaboratov za izdelavo kemičnih vlaken ter v strokovnih časopisih objavil vrsto člankov.